# Compsiluroides proboscis
Compsiluroides proboscis là một loài ruồi trong họ Tachinidae.